# AV idol
Um AV idol (ídolo de vídeo adulto; AV atriz (AV 女優 Ēbui Joyu)) é um ídolo japonês que trabalha no ramo pornográfico, muitas vezes, tanto como atriz, assim como uma modelo de como as performances de vídeo tem uma grande variedade. Desde o surgimento da indústria de AV no início de 1980, centenas de ídolos AV já estrearam a cada ano, com uma extensão de carreira média de cerca de um ano, aparecendo em cinco ou dez vídeos durante esse tempo. Ídolos notáveis AV têm carreiras abrangendo vários anos, ter um reconhecimento geral na sociedade, ou ter um impacto significativo na indústria de alguma outra maneira.

## Indústria AV no Japão
A linha de entretenimento adulto no Japão não é tão clara como é em outros países. Uma celebridade pode aparecer em AVs depois de já ter criado uma carreira na televisão. Além disso, não é raro para uma atriz AV começar uma carreira na TV.
O mercado AV, ou "Adult Video" é uma indústria importante no Japão, supostamente no valor de cerca de ¥ 400 bilhões por ano. Em 1992, foi relatado que mais de 11 AVs estavam sendo feitos todos os dias por mais de 70 empresas de produção em Tóquio. Foi estimado, em 1994, que, entre vídeos legais e ilegais, em torno de 14.000 AVs por ano estavam sendo feitos no país, em contraste com cerca de 2.500 em os Estados Unidos. Em uma entrevista em 2011, a ídolo AV Azusa Maki estimou que até 10.000 meninas tentam entrar na indústria japonesa AV cada ano.

## Tipos de AV Idol
Bornoff identifica alguns estereótipos do AV japonês como: "a senhora do escritório, a virgem, a menina de fazenda, a entusiasta de aeróbica, a inocente das fontes termais, por último mas não menos importante, a puta que transa com vários homens numa sala".
Alguns tipos principais AV incluem:

### Busty (Peituda)
Embora algumas das primeiras AV Idols, tais como Kyoko Nakamura e Eri Kikuchi fizeram carreira fora de seus seios grandes, Matsuzaka Kimiko com o filme "Boom Big Bust" (巨乳 ブーム - Kyonyu Boom) fizeram enorme sucesso. Por meados dos anos 1990, o gênero Busty tornou-se quase como obrigatório na indústria AV.

### Mature
A grande maioria das atrizes AV fazem sua estreia no final da adolescência. No entanto, em meados dos anos 1990, uma tendência para "mulheres maduras" nos AVs tornou-se evidente. Enquanto as jovens ainda continuam fazendo filmes, essa ampliação de gostos abriria o caminho para a estreia de futuras AVs "maduras"  como Aki Tomosaki em 2000, Asuka Yūki em 2005 e Maki Tomoda em 2006, os quais passaram seus 30 anos na época de sua estreia. Essas atrizes se tornaram mais populares em AVs com um tema de incesto.